# Runowo (przystanek kolejowy)
Runowo – budowany przystanek osobowy w Runowie w województwie pomorskim w Polsce. 